# Masahiro Kazuma
Masahiro Kazuma (født 22. juni 1982) er en tidligere japansk fodboldspiller.
Han har spillet for flere forskellige klubber i sin karriere, herunder Yokohama F. Marinos og Vegalta Sendai.